# خانه یوسف سامان پور
خانه یوسف سامان پور مربوط به دوره قاجار است و در شیراز، محله گود عربان، خیابان لطفعلی خان زند، کوچه تریاکچی واقع شده و این اثر در تاریخ ۸ مرداد ۱۳۸۱ با شمارهٔ ثبت ۶۰۷۷ به‌عنوان یکی از آثار ملی ایران به ثبت رسیده است.